# Каера
Ка́ера (ест. Kaera küla) — село в Естонії, у волості Йиґева повіту Йиґевамаа.

## Населення
Чисельність населення на 31 грудня 2011 року становила 65 осіб.

## Географія
Село розташоване на відстані приблизно 5 км на північний захід від міста Йиґева. Через село проходить автошлях 39 (Тарту — Йиґева — Аравете).